# Niccolò Circignani

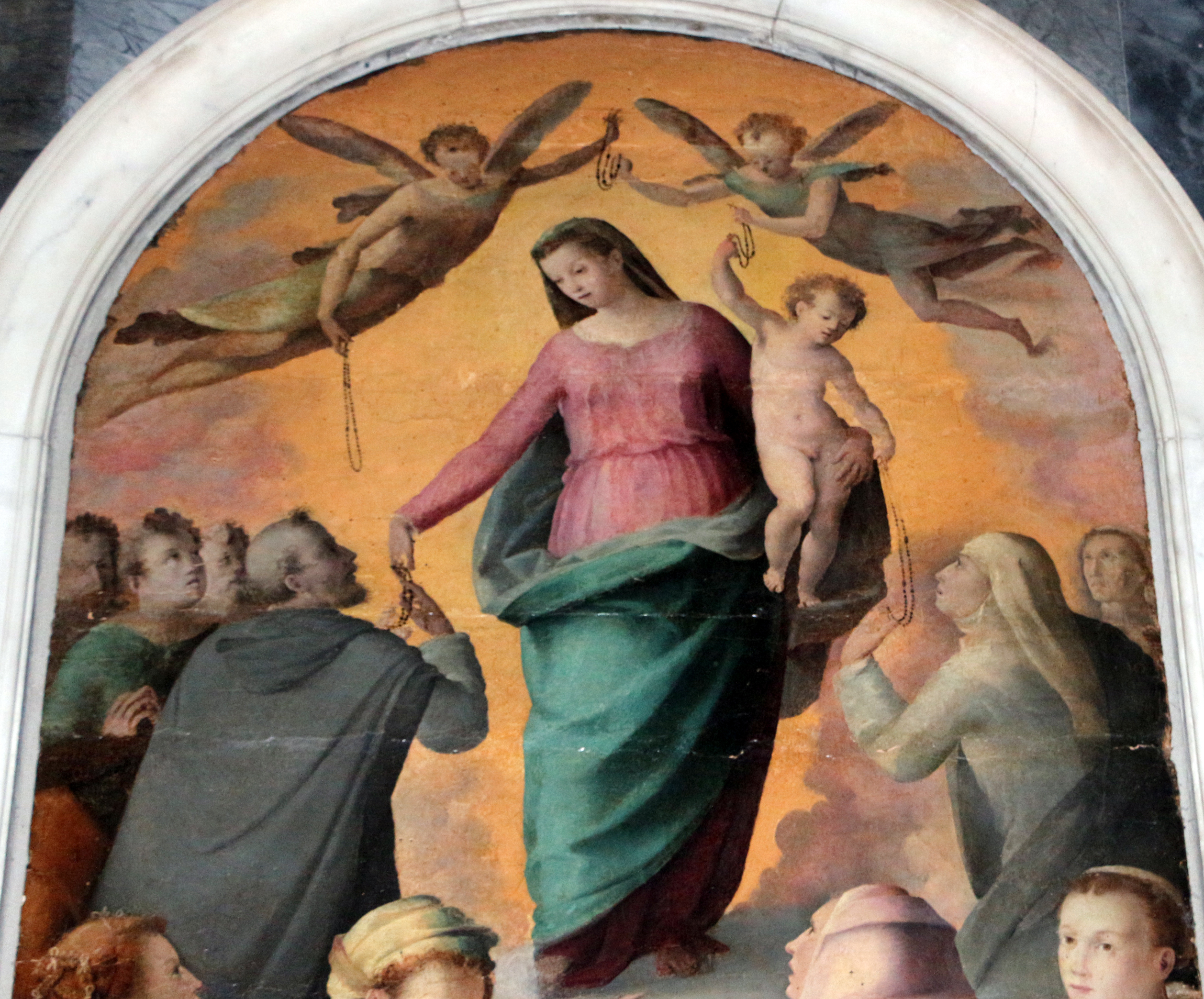
Virgen del rosario

Niccolò Circignani, llamado il Pomarancio (Pomarance, circa 1517-después de 1596) fue un pintor italiano del  renacimiento tardío o manierismo. 

## Biografía
Nacido en Pomarance, y a veces llamado Cercignani, sus primeras obras están documentadas a partir de la década de 1560, cuando pintó frescos basados en historias del Antiguo Testamento para el Patio del Belvedere en el Vaticano, donde pudo haber trabajado junto a Santi di Tito y Giovanni de 'Vecchi. También completó retablos para Orvieto (1570), Umbertide (1572), Città di Castello (1573-1577) y Città della Pieve. 
Trabajó también en la Catedral de Orvieto con Hendrik van den Broeck, hermano del escultor Willem van den Broecke y pariente del pintor Chrispijn van den Broeck. Pintó frescos (1568) en la iglesia de la Maestà delle Volte en Perugia, la Resurrección (1569 en Panicale ) y una Anunciación (1577, ahora en la Pinacoteca Comunale, Città di Castello). 
A partir de 1574 pintó frescos sobre temas mitológicos que incluyen un Juicio de París e historias de la Eneida en colaboración con Giovanni Antonio Pandolfi en el Palazzo della Corgna en Castiglione del Lago. 

A partir de 1579 regresó a Roma para trabajar con Matthijs Bril y decoró la Sala della Meridiana en la Torre dei Venti (terminada antes de finales de 1580) y en la logias vaticanas (1580-1583). Luego se convirtió en uno de los artistas favoritos de los jesuitas. Asistido por Matteo da Siena, comenzó a representar escenas de mártires jesuitas. Además se le encargaron pinturas de los mártires de la iglesia para la iglesia de Santo Stefano Rotondo, que ejecutó con ayuda de Antonio Tempesta. Aquí completó más de treinta escenas de martirio, mostrando  horribles métodos como si fuera la publicidad de una cámara de tortura. Visitantes como Charles Dickens expresaron horror ante el espectáculo en esta iglesia, llamándolo una: 
 bóveda húmeda y mohosa de una antigua iglesia en las afueras de Roma, ... a causa de las horribles pinturas con las que están cubiertas sus paredes. Estos representan los martirios de los santos y los primeros cristianos; y tal panorama de horror y carnicería que ningún hombre podría imaginar mientras dormía, aunque fuera a comer un cerdo entero crudo, para la cena. Hombres de barba gris hervidos, fritos, asados, rizados, chamuscados, comidos por bestias salvajes, preocupados por perros, enterrados vivos, desgarrados por caballos, picados con hachas: mujeres con los pechos desgarrados con pinzas de hierro, con la lengua cortada afuera, con las orejas enroscadas, las mandíbulas rotas, sus cuerpos estirados sobre el estante, o desollados sobre la estaca, o crujidos y derretidos en el fuego: estos son algunos de los temas más suaves. 
 La última pintura documentada de Circignani, en Cascia, data de 1596. 